# Coloane

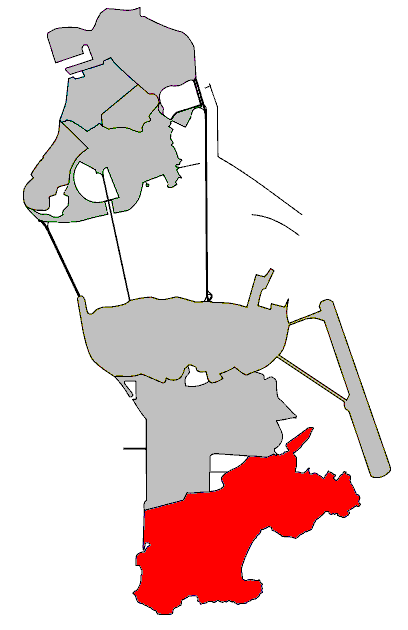
Coloane (kolor czerwony) na mapie Makau

Coloane (chiń. upr. 路环岛; chiń. trad. 路環島; pinyin Lùhuán Dǎo; jyutping lou6 waan4 dou2) – wyspa należąca do Specjalnego Regionu Administracyjnego Makau. Znajduje się 5,3 km na południe od półwyspu Makau. Jej powierzchnia wynosi ok. 8,07 km². Na wyspie znajduje się najwyższy szczyt Makau Alto de Coloane.